# بيل 214
بيل 214 (بالإنجليزية: Bell 214)‏ هي مروحية أنتجت في 1970. من صناعة بيل للمروحيات. كان أول طيران لها في 1970. دخلت الخدمة في 1972، ومازالت في الخدمة حتى الآن.